# Диафаноскопия
Диафаноскопия (от греч. Diaphanes — прозрачный и греч. skopia — место наблюдения, смотровая площадка), трансиллюминация — просвечивание узким пучком света околокожных образований или кист. Если в кисте прозрачная жидкость, то в тёмной комнате она при просвечивании будет иметь красноватый цвет. Мутная жидкость просвечивать не будет.
Диафаноскопию придаточных пазух носа, а также глазных яблок с помощью диафаноскопа проводят для распознавания заболеваний верхнечелюстной и лобной пазух, внутриглазных опухолей и др.
В урологии диафаноскопию применяют при наличии увеличения одной или обеих половин мошонки. Сущность метода заключается в том, что к задней поверхности мошонки ближе к её дну, или к нижнеобичнои поверхности, возвышается источник света (часто световодов цистоскопа). При этом, если свет хорошо проникает через мошонку и она начинает светиться как красный китайский фонарь, это означает, что её увеличение обусловлено скоплением жидкости (водянка оболочек яичка или гидроцеле, или киста придатка яичка или сперматоцеле). Если же мошонка остается для света непроницаемой — значит её увеличение обусловлено воспалением или опухолью яичка и / или его придатка. В последние годы, с появлением ультразвукового исследования (УЗИ) мошонки, значение диафаноскопии в диагностике заболеваний мошонки теряется. УЗИ мошонки позволяет поставить диагноз с гораздо большей точностью.